# Alloperla vostoki
Alloperla vostoki är en bäcksländeart som beskrevs av William Edwin Ricker 1947. Alloperla vostoki ingår i släktet Alloperla och familjen blekbäcksländor. Inga underarter finns listade i Catalogue of Life.